# A Tua Cara Não Me É Estranha (1.ª edição)
A primeira edição de A Tua Cara Não Me É Estranha em Portugal estreou a 22 de janeiro de 2012 e terminou no dia 1 de abril de 2012. Foi transmitido na TVI e produzido pela Endemol Portugal. O vencedor desta primeira edição foi João Paulo Rodrigues.

## Mecânica do Programa
Durante 10 galas, um grupo de oito concorrentes famosos deve procurar, semana após semana, imitar cantores reconhecidos da música nacional e internacional, sempre em busca da combinação perfeita entre voz, visual e postura em palco. Após todas as atuações, cada jurado deve atribuir uma pontuação diferente (seguindo uma escala de 4, 5, 6, 7, 8, 9, 10 ou 12 pontos) a cada concorrente, tendo em conta a qualidade das suas atuações. Terminada a votação do júri, os pontos obtidos por cada concorrente são convertidos em pontos mediante a escala já referida. Seguidamente, cada concorrente é dotado da atribuição de 5 pontos a um colega à sua escolha. Finalmente, são divulgados os valores percentuais da votação do público por via telefónica, que serão convertidos em pontos. O concorrente que, findas todas estas etapas, obtiver a maior soma de pontos, é anunciado vencedor da gala e recebe 1000€ para atribuir a uma associação de solidariedade à sua escolha. O vencedor pode, no entanto, oferecer o prémio a um colega concorrente para que este o possa atribuir a uma associação por si escolhida.
Ao longo de todas as galas, são somados os pontos que cada concorrente recolhe pelas suas interpretações, para que numa penúltima gala, apenas os 4 concorrentes mais pontuados sejam apurados para a Grande Final.
No final de cada gala, são atribuídos aleatoriamente novos músicos aos concorrentes, para que durante a semana seguinte estes se possam empenhar na sua imitação (à exceção da última gala antes da grande final: os 4 finalistas devem escolher a cara que querem interpretar).
Em cada gala existe pelo menos um convidado especial que, apesar de não estar em concurso, aceita o convite de imitar um(a) cantor(a) à sua escolha.

## Júri
| Jurado              | Idade   | Ocupação                  |
| ------------------- | ------- | ------------------------- |
| Luís Jardim         | 73 anos | Músico / Produtor Musical |
| Alexandra Lencastre | 58 anos | Atriz                     |
| José Carlos Pereira | 45 anos | Ator / Cantor             |
| António Sala        | 75 anos | Cantor / Locutor          |

- Ao longo do programa, o grupo de jurados pode vir a ser reforçado por um convidado especial: tal ocorreu na 2ª gala, na qual Simone de Oliveira integrou o júri. Apesar de não ter direito a atribuir pontuação aos concorrentes, deu a sua opinião e transmitiu alguns conselhos aos mesmos.
- Durante a 4ª, 5ª e 6ª galas do programa, o jurado António Sala foi substituído por Filipe La Féria, devido a uma intervenção cirúrgica e consequente recuperação.[1][2]

## Concorrentes
| Concorrente            | Idade   | Ocupação                  |
| ---------------------- | ------- | ------------------------- |
| João Paulo Rodrigues   | 45 anos | Humorista / Ator          |
| Romana                 | 42 anos | Cantora                   |
| Daniela Pimenta        | 42 anos | Cantora / Modelo          |
| Toy                    | 61 anos | Cantor                    |
| Mico da Câmara Pereira | 62 anos | Cantor                    |
| Maria João Abreu       | 57 anos | Atriz                     |
| Paulo Vintém           | 44 anos | Cantor / Ator / Bailarino |
| Sónia Brazão           | 49 anos | Atriz / Cantora / Modelo  |

## Concorrentes 2
| Concorrente     | Idade    | Ocupação              |
| --------------- | -------- | --------------------- |
| Marco Quelhas   | 55 anos  | Musico                |
| Rita Guerra     | 45 anos  | cantora e compositora |
| Sofia Vitória   | 33 anos  | Cantora               |
| Rui Drummond    | 32 anos  | Cantor                |
| Rita Reis       | ??? anos | Cantora               |
| Sabrina         | 30 anos  | Cantora               |
| Vânia Fernandes | 27 anos  | Cantora               |
| Daniela Varela  | ??? anos | Vocais                |

## Resultados
| Vencedor da Gala | Último Classificado da Gala | Último Classificado, por ausência, da Gala | Venceu a gala, mas ofereceu o prémio para um colega doar | Foi-lhe oferecido o prémio para doar pelo Vencedor da Gala |

|             | Galas      |            |            |            |            |            |            |            |            |            |            |            |
|             | 1ª         | 2ª         | 3ª         | 4ª         | 5ª         | 6ª         | 7ª         | 8ª         | 9ª         | 10ª        | Total      | Final      |
| Concorrente | Resultados | Resultados | Resultados | Resultados | Resultados | Resultados | Resultados | Resultados | Resultados | Resultados | Resultados | Resultados |
| João Paulo  | Vencedor   | 2º Lugar   | Vencedor   | 2º Lugar   | 2º Lugar   | 3º Lugar   | Vencedor   | Vencedor   | Vencedor   | 3º Lugar   | Finalista  | 1º Lugar   |
| Romana      | 3º Lugar   | Vencedora  | 3º Lugar   | 4º Lugar   | Vencedora  | Vencedora  | 3º Lugar   | 3º Lugar   | 2º Lugar   | 5º Lugar   | Finalista  | 2º Lugar   |
| Daniela     | 5º Lugar   | 4º Lugar   | 6º Lugar   | 6º Lugar   | 4º Lugar   | 5º Lugar   | 6º Lugar   | 2º Lugar   | 6º Lugar   | 2º Lugar   | Finalista  | 3º Lugar   |
| Toy         | 8º Lugar   | 6º Lugar   | 2º Lugar   | 5º Lugar   | 3º Lugar   | 4º Lugar   | 7º Lugar   | 5º Lugar   | 4º Lugar   | Vencedor   | Finalista  | 4º Lugar   |
| Mico        | 7º Lugar   | 7º Lugar   | 5º Lugar   | 7º Lugar   | 8º Lugar   | 2º Lugar   | 5º Lugar   | 4º Lugar   | 3º Lugar   | 4º Lugar   | Eliminados | Eliminados |
| Maria João  | 2º Lugar   | 3º Lugar   | 4º Lugar   | 3º Lugar   | 7º Lugar   | 7º Lugar   | 8º Lugar   | 7º Lugar   | 5º Lugar   | 7º Lugar   | Eliminados | Eliminados |
| Vintém      | 6º Lugar   | 8º Lugar   | 7º Lugar   | Vencedor   | 5º Lugar   | 8º Lugar   | 4º Lugar   | 8º Lugar   | 8º Lugar   | 6º Lugar   | Eliminados | Eliminados |
| Sónia       | 4º Lugar   | 5º Lugar   | 8º Lugar   | 8º Lugar   | 6º Lugar   | 6º Lugar   | 2º Lugar   | 6º Lugar   | 7º Lugar   | 8º Lugar   | Eliminados | Eliminados |

## Galas

### 1ª Gala (22 de Janeiro de 2012)
A 1ª Gala de "A Tua Cara Não Me É Estranha" ocorreu no dia 22 de Janeiro de 2012. A gala iniciou com a apresentação do corpo de jurados: estes deram início ao mote do programa, ou seja, imitaram 4 cantores famosos. De seguida, procedeu-se às atuações dos concorrentes. É de reparar que as linhas telefónicas para votação estão abertas desde o início do programa. Seguidamente, foi efetuada a votação por parte dos jurados e dos colegas. Logo após tal acontecer, brilhou o convidado especial Julio Iglesias Jr. Finalizada esta atuação, foram divulgados os resultados do voto popular e acrescentaram-se este valores aos já obtidos por parte do júri e dos colegas. Verificou-se um empate entre Maria João Abreu e João Paulo Rodrigues: porém, como o voto do público é predominante, o vencedor da gala foi João Paulo. O último classificado foi Toy, não por ter a atuação pior classificada, mas por impossibilidade de estar presente na gala.
| Concorrente            | Cantor(a) imitado(a) | Música                        | Resultado Final  | Ordem de atuações |
| ---------------------- | -------------------- | ----------------------------- | ---------------- | ----------------- |
| João Paulo Rodrigues   | Freddie Mercury      | "I want to break free"        | Vencedor da Gala | 6º                |
| Maria João Abreu       | Liza Minnelli        | "Mein Herr"                   | 2º Lugar         | 5º                |
| Romana                 | Cyndi Lauper         | "Girls Just Want To Have Fun" | 3º Lugar         | 7º                |
| Sónia Brazão           | Quim Barreiros       | "A Cabritinha"                | 4º Lugar         | 1º                |
| Daniela Pimenta        | Jennifer Lopez       | "On The Floor"                | 5º Lugar         | 3º                |
| Paulo Vintém           | Lenny Kravitz        | "I Belong To You"             | 6º Lugar         | 2º                |
| Mico da Câmara Pereira | Roberto Carlos       | "O Calhambeque"               | 7º Lugar         | 4º                |
| Toy                    | —                    | —                             | 8º Lugar         | —                 |

Outras Atuações
| Intérprete          | Cantor(a) imitado(a) | Música                   |
| ------------------- | -------------------- | ------------------------ |
| José Carlos Pereira | Lionel Richie        | "Hello"                  |
| Alexandra Lencastre | Natércia Barreto     | "Óculos de Sol"          |
| Luís Jardim         | Elvis Presley        | "Blue Suede Shoes"       |
| António Sala        | José Cid             | "Um Grande, Grande Amor" |
| Julio Iglesias, Jr. | Julio Iglesias       | "Hey!"                   |

Tabela de Pontuação
| Concorrente | Pontos do Júri + Colegas | Pontos do Júri + Colegas | Pontos do Júri + Colegas | Pontos do Júri + Colegas | Pontos do Júri + Colegas | Pontos do Júri + Colegas | Conversão 0 - 12 pontos | Pontos do Público | Total |
| Concorrente | António                  | José                     | Alexandra                | Luís                     | Colegas                  | Total                    | Conversão 0 - 12 pontos | Pontos do Público | Total |
| ----------- | ------------------------ | ------------------------ | ------------------------ | ------------------------ | ------------------------ | ------------------------ | ----------------------- | ----------------- | ----- |
| Vintém      | 9                        | 7                        | 10                       | 5                        | —                        | 31                       | 8                       | 6                 | 14    |
| Daniela     | 7                        | 8                        | 7                        | 9                        | —                        | 31                       | 7                       | 8                 | 15    |
| Sónia       | 5                        | 6                        | 5                        | 7                        | 5                        | 28                       | 6                       | 9                 | 15    |
| Mico        | 6                        | 5                        | 6                        | 6                        | —                        | 23                       | 5                       | 5                 | 10    |
| Maria João  | 12                       | 12                       | 12                       | 8                        | 15                       | 59                       | 12                      | 10                | 22    |
| João Paulo  | 10                       | 9                        | 9                        | 12                       | 15                       | 55                       | 10                      | 12                | 22    |
| Toy         | 4                        | 4                        | 4                        | 4                        | —                        | 16                       | 4                       | 4                 | 8     |
| Romana      | 8                        | 10                       | 8                        | 10                       | —                        | 36                       | 9                       | 7                 | 16    |

A 1ª Gala de "A Tua Cara Não Me É Estranha" ocorreu no dia 22 de Janeiro de 2012. A gala iniciou com a apresentação do corpo de jurados: estes deram início ao mote do programa, ou seja, imitaram 4 cantores famosos. De seguida, procedeu-se às atuações dos concorrentes. É de reparar que as linhas telefónicas para votação estão abertas desde o início do programa. Seguidamente, foi efetuada a votação por parte dos jurados e dos colegas. Logo após tal acontecer, brilhou o convidado especial Julio Iglesias Jr. Finalizada esta atuação, foram divulgados os resultados do voto popular e acrescentaram-se este valores aos já obtidos por parte do júri e dos colegas. Verificou-se um empate entre Maria João Abreu e João Paulo Rodrigues: porém, como o voto do público é predominante, o vencedor da gala foi João Paulo. O último classificado foi Toy, não por ter a atuação pior classificada, mas por impossibilidade de estar presente na gala.
| Concorrente       | Cantor(a) imitado(a) | Música                        | Resultado Final  | Ordem de atuações |
| ----------------- | -------------------- | ----------------------------- | ---------------- | ----------------- |
| Sabrina (cantora) | Freddie Mercury      | "I want to break free"        | Vencedor da Gala | 6º                |
| Marco Quelhas     | Quim Barreiros       | "A Cabritinha"                | 2º Lugar         | 1º                |
| Rita Guerra       | Lenny Kravitz        | "I Belong To You"             | 3º Lugar         | 2º                |
| Vânia Fernandes   | Cyndi Lauper         | "Girls Just Want To Have Fun" | 4º Lugar         | 7º                |
| Sofia Vitória     | Jennifer Lopez       | "On The Floor"                | 5º Lugar         | 3º                |
| Rui Drummond      | Roberto Carlos       | "O Calhambeque"               | 6º Lugar         | 4⁰                |
| Rita Reis         | Liza Minnelli        | "Mein Herr"                   | 7º Lugar         | 5º                |
| Daniela Varela    | —                    | —                             | 8º Lugar         | —                 |

Outras Atuações
| Intérprete          | Cantor(a) imitado(a) | Música                   |
| ------------------- | -------------------- | ------------------------ |
| José Carlos Pereira | Lionel Richie        | "Hello"                  |
| Alexandra Lencastre | Natércia Barreto     | "Óculos de Sol"          |
| Luís Jardim         | Elvis Presley        | "Blue Suede Shoes"       |
| António Sala        | José Cid             | "Um Grande, Grande Amor" |
| Julio Iglesias, Jr. | Julio Iglesias       | "Hey!"                   |

Tabela de Pontuação
| Concorrente       | Pontos do Júri + Colegas | Pontos do Júri + Colegas | Pontos do Júri + Colegas | Pontos do Júri + Colegas | Pontos do Júri + Colegas | Pontos do Júri + Colegas | Conversão 0 - 12 pontos | Pontos do Público | Total |
| Concorrente       | António                  | José                     | Alexandra                | Luís                     | Colegas                  | Total                    | Conversão 0 - 12 pontos | Pontos do Público | Total |
| ----------------- | ------------------------ | ------------------------ | ------------------------ | ------------------------ | ------------------------ | ------------------------ | ----------------------- | ----------------- | ----- |
| Rita Guerra       | 9                        | 12                       | 12                       | 9                        | -                        | 42                       | 9                       | 9                 | 18    |
| Sofia Vitória     | 8                        | 4                        | 9                        | 8                        | -                        | 29                       | 7                       | 7                 | 14    |
| Marco Quelhas     | 12                       | 10                       | 10                       | 10                       | 10                       | 52                       | 12                      | 8                 | 20    |
| Rui Drummond      | 4                        | 5                        | 7                        | 7                        | 5                        | 28                       | 6                       | 5                 | 11    |
| Rita Reis         | 6                        | 6                        | 6                        | 4                        | -                        | 22                       | 4                       | 6                 | 10    |
| Sabrina (cantora) | 7                        | 8                        | 8                        | 12                       | 15                       | 50                       | 10                      | 12                | 22    |
| Daniela Varela    | 5                        | 7                        | 4                        | 5                        | 5                        | 26                       | 5                       | 4                 | 9     |
| Vânia Fernandes   | 10                       | 9                        | 5                        | 6                        | -                        | 30                       | 8                       | 10                | 18    |

### 2ª Gala (29 de Janeiro de 2012)
A 2ª Gala de "A Tua Cara Não Me É Estranha" ocorreu no dia 29 de Janeiro de 2012. Logo no início do programa, foram abertas as linhas telefónicas para voto do público. De seguida, procedeu-se às atuações dos concorrentes. Seguidamente, brilhou a convidada especial Luciana Abreu. Finalizada esta atuação, procedeu-se à votação por parte dos jurados e dos colegas. De seguida, foram divulgados os resultados do voto popular e acrescentaram-se este valores aos já obtidos por parte do júri e dos colegas. Verificou-se então que, indiscutivelmente, a vencedora da gala foi a Romana.
| Concorrente            | Cantor(a) imitado(a)                | Música                 | Resultado Final   | Ordem de atuações |
| ---------------------- | ----------------------------------- | ---------------------- | ----------------- | ----------------- |
| Romana                 | Adele                               | "Someone Like You"     | Vencedora da Gala | 2º                |
| João Paulo Rodrigues   | Marco Paulo                         | "Eu Tenho 2 Amores"    | 2º Lugar          | 1º                |
| Maria João Abreu       | Michael Jackson                     | "Billie Jean"          | 3º Lugar          | 8º                |
| Daniela Pimenta        | Ivete Sangalo                       | "Sorte Grande"         | 4º Lugar          | 4º                |
| Sónia Brazão           | Cher                                | "Believe"              | 5º Lugar          | 6º                |
| Toy                    | Simone de Oliveira                  | "Sol de Inverno"       | 6º Lugar          | 3º                |
| Mico da Câmara Pereira | Pedro Abrunhosa                     | "Tudo O Que Eu Te Dou" | 7º Lugar          | 5º                |
| Paulo Vintém           | Rui Pregal da Cunha (Heróis do Mar) | "Amor"                 | 8º Lugar          | 7º                |

Outras Atuações
| Intérprete    | Cantor(a) imitado(a) | Música   |
| ------------- | -------------------- | -------- |
| Luciana Abreu | Beyoncé              | "Listen" |

Tabela de Pontuação
| Concorrente | Pontos do Júri + Colegas | Pontos do Júri + Colegas | Pontos do Júri + Colegas | Pontos do Júri + Colegas | Pontos do Júri + Colegas | Pontos do Júri + Colegas | Conversão 0 - 12 pontos | Pontos do Público | Total | Total Contínuo |
| Concorrente | António                  | José                     | Alexandra                | Luís                     | Colegas                  | Total                    | Conversão 0 - 12 pontos | Pontos do Público | Total | Total Contínuo |
| ----------- | ------------------------ | ------------------------ | ------------------------ | ------------------------ | ------------------------ | ------------------------ | ----------------------- | ----------------- | ----- | -------------- |
| Sónia       | 5                        | 5                        | 6                        | 7                        | 10                       | 33                       | 8                       | 6                 | 14    | 29             |
| Vintém      | 4                        | 7                        | 9                        | 6                        | 5                        | 31                       | 6                       | 4                 | 10    | 24             |
| Daniela     | 8                        | 8                        | 7                        | 8                        | —                        | 31                       | 7                       | 9                 | 16    | 31             |
| Mico        | 7                        | 9                        | 4                        | 9                        | —                        | 29                       | 5                       | 5                 | 10    | 20             |
| Maria João  | 9                        | 6                        | 10                       | 4                        | 5                        | 34                       | 9                       | 8                 | 17    | 39             |
| João Paulo  | 10                       | 10                       | 8                        | 12                       | —                        | 40                       | 10                      | 10                | 20    | 42             |
| Romana      | 12                       | 12                       | 12                       | 10                       | 15                       | 61                       | 12                      | 12                | 24    | 40             |
| Toy         | 6                        | 4                        | 5                        | 5                        | 5                        | 25                       | 4                       | 7                 | 11    | 19             |

### 3ª Gala (5 de Fevereiro de 2012)
A 3ª Gala de "A Tua Cara Não Me É Estranha" ocorreu no dia 5 de Fevereiro de 2012. Logo no início do programa, foram abertas as linhas telefónicas para voto do público. De seguida, procedeu-se às atuações dos concorrentes. Seguidamente, brilhou a convidada especial Carla Andrino. Finalizada esta atuação, procedeu-se à votação por parte dos jurados e dos colegas. De seguida, foram divulgados os resultados do voto popular e acrescentaram-se este valores aos já obtidos por parte do júri e dos colegas. Verificou-se então que, indiscutivelmente, o vencedor da gala foi o João Paulo.
| Concorrente            | Cantor(a) imitado(a) | Música                 | Resultado Final  | Ordem de atuações |
| ---------------------- | -------------------- | ---------------------- | ---------------- | ----------------- |
| João Paulo Rodrigues   | Aretha Franklin      | "Respect"              | Vencedor da Gala | 4º                |
| Toy                    | Luciano Pavarotti    | "Caruso"               | 2º Lugar         | 8º                |
| Romana                 | Dulce Pontes         | "Lusitana Paixão"      | 3º Lugar         | 5º                |
| Maria João Abreu       | Maria Bethânia       | "Grito de Alerta"      | 4º Lugar         | 3º                |
| Mico da Câmara Pereira | Michel Teló          | "Ai Se Eu Te Pego"     | 5º Lugar         | 6º                |
| Daniela Pimenta        | Madalena Iglésias    | "Ele e Ela"            | 6º Lugar         | 1º                |
| Paulo Vintém           | Robbie Williams      | "Let Me Entertain You" | 7º Lugar         | 2º                |
| Sofia Brazão           | Madonna              | "Like a Virgin"        | 8º Lugar         | 7º                |

Outras Atuações
| Intérprete    | Cantor(a) imitado(a) | Música        |
| ------------- | -------------------- | ------------- |
| Carla Andrino | Daniela Mercury      | "Você Abusou" |

Tabela de Pontuação
| Concorrente | Pontos do Júri + Colegas | Pontos do Júri + Colegas | Pontos do Júri + Colegas | Pontos do Júri + Colegas | Pontos do Júri + Colegas | Pontos do Júri + Colegas | Conversão 0 - 12 pontos | Pontos do Público | Total | Total Contínuo |
| Concorrente | António                  | José                     | Alexandra                | Luís                     | Colegas                  | Total                    | Conversão 0 - 12 pontos | Pontos do Público | Total | Total Contínuo |
| ----------- | ------------------------ | ------------------------ | ------------------------ | ------------------------ | ------------------------ | ------------------------ | ----------------------- | ----------------- | ----- | -------------- |
| Sónia       | 4                        | 5                        | 4                        | 6                        | 10                       | 29                       | 4                       | 5                 | 9     | 38             |
| Vintém      | 10                       | 9                        | 12                       | 9                        | 5                        | 45                       | 10                      | 4                 | 14    | 38             |
| Daniela     | 7                        | 8                        | 6                        | 8                        | 5                        | 34                       | 8                       | 6                 | 14    | 45             |
| Mico        | 6                        | 4                        | 5                        | 5                        | 10                       | 30                       | 7                       | 7                 | 14    | 34             |
| Maria João  | 5                        | 6                        | 9                        | 4                        | 5                        | 29                       | 6                       | 8                 | 14    | 53             |
| João Paulo  | 12                       | 12                       | 10                       | 12                       | —                        | 46                       | 12                      | 12                | 24    | 66             |
| Romana      | 8                        | 7                        | 7                        | 7                        | —                        | 29                       | 5                       | 9                 | 14    | 54             |
| Toy         | 9                        | 10                       | 8                        | 10                       | 5                        | 42                       | 9                       | 10                | 19    | 38             |

### 4ª Gala (12 de Fevereiro de 2012)
A 4ª Gala de "A Tua Cara Não Me É Estranha" ocorreu no dia 12 de Fevereiro de 2012. Logo no início do programa, foram abertas as linhas telefónicas para voto do público. De seguida, procedeu-se às atuações dos concorrentes. Seguidamente, brilhou o convidado especial Júlio Magalhães. Finalizada esta atuação, procedeu-se à votação por parte dos jurados e dos colegas. De seguida, foram divulgados os resultados do voto popular e acrescentaram-se este valores aos já obtidos por parte do júri e dos colegas. Verificou-se então que, indiscutivelmente, o vencedor da gala foi o Paulo Vintém.
| Concorrente            | Cantor(a) imitado(a)     | Música                     | Resultado Final  | Ordem de atuações |
| ---------------------- | ------------------------ | -------------------------- | ---------------- | ----------------- |
| Paulo Vintém           | LMFAO                    | "Party Rock Anthem"        | Vencedor da Gala | 3º                |
| João Paulo Rodrigues   | Axl Rose (Guns N' Roses) | "Sweet Child O' Mine"      | 2º Lugar         | 5º                |
| Maria João Abreu       | Edith Piaf               | "Non, Je Ne Regrette Rien" | 3º Lugar         | 2º                |
| Romana                 | Christina Aguilera       | "Lady Marmalade"           | 4º Lugar         | 8º                |
| Toy                    | Tom Jones                | "Sex Bomb"                 | 5º Lugar         | 1º                |
| Daniela Pimenta        | Ágata                    | "Comunhão de Bens"         | 6º Lugar         | 4º                |
| Mico da Câmara Pereira | Frank Sinatra            | "My Way"                   | 7º Lugar         | 7º                |
| Sónia Brazão           | Carlos Paião             | "Playback"                 | 8º Lugar         | 6º                |

Outras Atuações
| Intérprete      | Cantor(a) imitado(a) | Música        |
| --------------- | -------------------- | ------------- |
| Júlio Magalhães | Ben E. King          | "Stand By Me" |

Tabela de Pontuação
| Concorrente | Pontos do Júri + Colegas | Pontos do Júri + Colegas | Pontos do Júri + Colegas | Pontos do Júri + Colegas | Pontos do Júri + Colegas | Pontos do Júri + Colegas | Conversão 0 - 12 pontos | Pontos do Público | Total | Total Contínuo |
| Concorrente | Filipe                   | José                     | Alexandra                | Luís                     | Colegas                  | Total                    | Conversão 0 - 12 pontos | Pontos do Público | Total | Total Contínuo |
| ----------- | ------------------------ | ------------------------ | ------------------------ | ------------------------ | ------------------------ | ------------------------ | ----------------------- | ----------------- | ----- | -------------- |
| Sónia       | 5                        | 5                        | 5                        | 7                        | 5                        | 27                       | 4                       | 5                 | 9     | 47             |
| Vintém      | 8                        | 12                       | 12                       | 12                       | —                        | 44                       | 12                      | 10                | 22    | 60             |
| Daniela     | 6                        | 6                        | 4                        | 6                        | 10                       | 32                       | 5                       | 7                 | 12    | 57             |
| Mico        | 4                        | 4                        | 6                        | 4                        | 15                       | 33                       | 6                       | 6                 | 12    | 46             |
| Maria João  | 12                       | 10                       | 10                       | 9                        | —                        | 41                       | 10                      | 9                 | 19    | 72             |
| João Paulo  | 7                        | 8                        | 7                        | 8                        | 5                        | 35                       | 8                       | 12                | 20    | 86             |
| Romana      | 9                        | 7                        | 8                        | 5                        | 5                        | 34                       | 7                       | 8                 | 15    | 69             |
| Toy         | 10                       | 9                        | 9                        | 10                       | —                        | 38                       | 9                       | 4                 | 13    | 51             |

### 5ª Gala (19 de Fevereiro de 2012)
A 5ª Gala de "A Tua Cara Não Me É Estranha" ocorreu no dia 19 de Fevereiro de 2012. Logo a seguir à abertura das linhas telefónicas para voto do público, atuou o convidado especial Miguel Guerreiro. De seguida, procedeu-se às atuações dos concorrentes. Seguidamente, brilharam as convidadas especiais Rita Pereira, Sílvia Rizzo, Marta Melro, Rita Loureiro e Sara Santos. Finalizada esta atuação, procedeu-se à votação por parte dos jurados e dos colegas. De seguida, foram divulgados os resultados do voto popular e acrescentaram-se este valores aos já obtidos por parte do júri e dos colegas. Verificou-se então que, indiscutivelmente, Romana foi a vencedora da gala.
| Concorrente            | Cantor(a) imitado(a)   | Música                             | Resultado Final   | Ordem de atuações |
| ---------------------- | ---------------------- | ---------------------------------- | ----------------- | ----------------- |
| Romana                 | Amália Rodrigues       | "Foi Deus"                         | Vencedora da Gala | 3º                |
| João Paulo Rodrigues   | Bonga                  | "Mariquinha"                       | 2º Lugar          | 6º                |
| Toy                    | Stevie Wonder          | "I Just Called To Say I Love You"  | 3º Lugar          | 8º                |
| Daniela Pimenta        | Shakira                | "Waka Waka (This Time For Africa)" | 4º Lugar          | 1º                |
| Paulo Vintém           | Amy Winehouse          | "Rehab"                            | 5º Lugar          | 2º                |
| Sónia Brazão           | Britney Spears         | "...baby one more time"            | 6º Lugar          | 5º                |
| Maria João Abreu       | Tina Turner            | "Proud Mary"                       | 7º Lugar          | 7º                |
| Mico da Câmara Pereira | Tim (Xutos & Pontapés) | "Contentores"                      | 8º Lugar          | 4º                |

Outras Atuações
| Intérprete       | Cantor(a) imitado(a) / Banda imitada | Música                            |
| ---------------- | ------------------------------------ | --------------------------------- |
| Miguel Guerreiro | Marco Paulo                          | "Maravilhoso Coração Maravilhoso" |
| Atrizes TVI      | Spice Girls                          | "Who Do You Think You Are"        |

Tabela de Pontuação
| Concorrente | Pontos do Júri + Colegas | Pontos do Júri + Colegas | Pontos do Júri + Colegas | Pontos do Júri + Colegas | Pontos do Júri + Colegas | Pontos do Júri + Colegas | Conversão 0 - 12 pontos | Pontos do Público | Total | Total Contínuo |
| Concorrente | Filipe                   | José                     | Alexandra                | Luís                     | Colegas                  | Total                    | Conversão 0 - 12 pontos | Pontos do Público | Total | Total Contínuo |
| ----------- | ------------------------ | ------------------------ | ------------------------ | ------------------------ | ------------------------ | ------------------------ | ----------------------- | ----------------- | ----- | -------------- |
| Sónia       | 6                        | 7                        | 7                        | 7                        | —                        | 27                       | 5                       | 7                 | 12    | 59             |
| Vintém      | 8                        | 8                        | 10                       | 10                       | 5                        | 41                       | 9                       | 6                 | 15    | 75             |
| Daniela     | 4                        | 6                        | 4                        | 6                        | 10                       | 30                       | 6                       | 9                 | 15    | 72             |
| Mico        | 5                        | 4                        | 5                        | 4                        | 5                        | 23                       | 4                       | 5                 | 9     | 55             |
| Maria João  | 7                        | 5                        | 9                        | 5                        | 5                        | 31                       | 7                       | 4                 | 11    | 83             |
| João Paulo  | 10                       | 10                       | 6                        | 9                        | —                        | 35                       | 8                       | 12                | 20    | 106            |
| Romana      | 12                       | 12                       | 12                       | 8                        | 5                        | 49                       | 12                      | 10                | 22    | 91             |
| Toy         | 9                        | 9                        | 8                        | 12                       | 10                       | 48                       | 10                      | 8                 | 18    | 69             |

### 6ª Gala (26 de Fevereiro de 2012)
A 6ª Gala de "A Tua Cara Não Me É Estranha" ocorreu no dia 26 de Fevereiro de 2012. Logo no início do programa, foram abertas as linhas telefónicas para voto do público. De seguida, procedeu-se às atuações dos concorrentes: nesta gala, eles apenas interpretaram canções que foram celebrizadas por serem parte da banda sonora de um filme. Seguidamente, brilhou o convidado especial Nicolau Breyner. Finalizada esta atuação, procedeu-se à votação por parte dos jurados e dos colegas. De seguida, foram divulgados os resultados do voto popular e acrescentaram-se este valores aos já obtidos por parte do júri e dos colegas. Verificou-se um empate entre Romana e Mico da Câmara Pereira: no entanto, como o voto do público é predominante, a grande vencedora da gala foi Romana. É, porém, de reparar que Romana ofereceu o prémio a Mico da Câmara Pereira para que este o pudesse doar a uma instituição à sua escolha.
| Concorrente            | Cantor(a) imitado(a) | Música (Filme)                                        | Resultado Final   | Ordem de atuações |
| ---------------------- | -------------------- | ----------------------------------------------------- | ----------------- | ----------------- |
| Romana                 | Whitney Houston      | "I Will Always Love You" (O Guarda Costas)            | Vencedora da Gala | 6º                |
| Mico da Câmara Pereira | Louis Armstrong      | "What a Wonderful World" (Madagáscar)                 | 2º Lugar          | 7º                |
| João Paulo Rodrigues   | Tina Turner          | "GoldenEye" (GoldenEye)                               | 3º Lugar          | 3º                |
| Toy                    | Joe Cocker           | "You Can Leave Your Hat On" (Nove Semanas e Meia)     | 4º Lugar          | 1º                |
| Daniela Pimenta        | Beatriz Costa        | "Canção da Roupa Branca" (Aldeia da Roupa Branca)     | 5º Lugar          | 8º                |
| Sónia Brazão           | Jessica Rabbit       | "Why Don't You Do Right?" (Quem Tramou Roger Rabbit?) | 6º Lugar          | 2º                |
| Maria João Abreu       | Madonna              | "Don't Cry For Me Argentina" (Evita)                  | 7º Lugar          | 4º                |
| Paulo Vintém           | Bono (U2)            | "Elevation" (Lara Croft: Tomb Raider)                 | 8º Lugar          | 5º                |

Outras Atuações
| Intérprete      | Cantor(a) imitado(a) | Música              |
| --------------- | -------------------- | ------------------- |
| Nicolau Breyner | Elvis Presley        | "It's Now Or Never" |

Tabela de Pontuação
| Concorrente | Pontos do Júri + Colegas | Pontos do Júri + Colegas | Pontos do Júri + Colegas | Pontos do Júri + Colegas | Pontos do Júri + Colegas | Pontos do Júri + Colegas | Conversão 0 - 12 pontos | Pontos do Público | Total | Total Contínuo |
| Concorrente | Filipe                   | José                     | Alexandra                | Luís                     | Colegas                  | Total                    | Conversão 0 - 12 pontos | Pontos do Público | Total | Total Contínuo |
| ----------- | ------------------------ | ------------------------ | ------------------------ | ------------------------ | ------------------------ | ------------------------ | ----------------------- | ----------------- | ----- | -------------- |
| Sónia       | 6                        | 7                        | 6                        | 7                        | —                        | 26                       | 7                       | 6                 | 13    | 72             |
| Vintém      | 5                        | 5                        | 5                        | 5                        | —                        | 20                       | 4                       | 4                 | 8     | 83             |
| Daniela     | 4                        | 4                        | 4                        | 4                        | 5                        | 21                       | 5                       | 8                 | 13    | 85             |
| Mico        | 9                        | 10                       | 10                       | 10                       | 30                       | 69                       | 12                      | 9                 | 21    | 76             |
| Maria João  | 7                        | 6                        | 7                        | 6                        | —                        | 26                       | 6                       | 5                 | 11    | 94             |
| João Paulo  | 8                        | 9                        | 8                        | 9                        | —                        | 34                       | 8                       | 10                | 18    | 124            |
| Romana      | 12                       | 8                        | 12                       | 8                        | —                        | 40                       | 9                       | 12                | 21    | 112            |
| Toy         | 10                       | 12                       | 9                        | 12                       | 5                        | 48                       | 10                      | 7                 | 17    | 86             |

### 7ª Gala (4 de Março de 2012)
A 7ª Gala de "A Tua Cara Não Me É Estranha" ocorreu no dia 4 de Março de 2012. Logo no início do programa, foram abertas as linhas telefónicas para voto do público. De seguida, procedeu-se às atuações dos concorrentes. Seguidamente, brilhou a convidada especial Joana Lemos. Finalizada esta atuação, procedeu-se à votação por parte dos jurados e dos colegas. De seguida, foram divulgados os resultados do voto popular e acrescentaram-se este valores aos já obtidos por parte do júri e dos colegas. Verificou-se um empate entre João Paulo Rodrigues e Sónia Brazão: no entanto, como o voto do público é predominante, o grande vencedor da gala foi João Paulo Rodrigues. É, porém, de reparar que João Paulo ofereceu o prémio a Sónia Brazão para que esta o pudesse doar a uma instituição à sua escolha.
| Concorrente            | Cantor(a) imitado(a)  | Música               | Resultado Final  | Ordem de atuações |
| ---------------------- | --------------------- | -------------------- | ---------------- | ----------------- |
| João Paulo Rodrigues   | António Variações     | "Canção de Engate"   | Vencedor da Gala | 3º                |
| Sónia Brazão           | Cândida Branca Flor   | "Trocas e Baldrocas" | 2º Lugar         |                   |
| Romana                 | Joey Tempest (Europe) | "Final Countdown"    | 3º Lugar         |                   |
| Paulo Vintém           | Bruno Mars            | "The Lazy Song"      | 4º Lugar         | 5º                |
| Mico da Câmara Pereira | Boy George            | "Karma Chameleon"    | 5º Lugar         | 1º                |
| Daniela Pimenta        | Katy Perry            | "Firework"           | 6º Lugar         | 2º                |
| Toy                    | Tony de Matos         | "Cartas de Amor"     | 7º Lugar         |                   |
| Maria João Abreu       | Sara Tavares          | "Chamar a Música"    | 8º Lugar         |                   |

Outras Atuações
| Intérprete  | Cantor(a) imitado(a) | Música     |
| ----------- | -------------------- | ---------- |
| Joana Lemos | Tina Turner          | "The Best" |

Tabela de Pontuação
| Concorrente | Pontos do Júri + Colegas | Pontos do Júri + Colegas | Pontos do Júri + Colegas | Pontos do Júri + Colegas | Pontos do Júri + Colegas | Pontos do Júri + Colegas | Conversão 0 - 12 pontos | Pontos do Público | Total | Total Contínuo |
| Concorrente | António                  | José                     | Alexandra                | Luís                     | Colegas                  | Total                    | Conversão 0 - 12 pontos | Pontos do Público | Total | Total Contínuo |
| ----------- | ------------------------ | ------------------------ | ------------------------ | ------------------------ | ------------------------ | ------------------------ | ----------------------- | ----------------- | ----- | -------------- |
| Sónia       | 12                       | 12                       | 9                        | 12                       | 15                       | 60                       | 12                      | 10                | 22    | 94             |
| Vintém      | 9                        | 8                        | 8                        | 8                        | 5                        | 38                       | 8                       | 7                 | 15    | 98             |
| Daniela     | 5                        | 6                        | 4                        | 5                        | 10                       | 30                       | 6                       | 8                 | 14    | 99             |
| Mico        | 8                        | 9                        | 12                       | 9                        | —                        | 38                       | 9                       | 6                 | 15    | 91             |
| Maria João  | 4                        | 4                        | 6                        | 4                        | 5                        | 23                       | 5                       | 4                 | 9     | 103            |
| João Paulo  | 10                       | 10                       | 10                       | 10                       | —                        | 40                       | 10                      | 12                | 22    | 146            |
| Romana      | 7                        | 7                        | 7                        | 6                        | 5                        | 32                       | 7                       | 9                 | 16    | 128            |
| Toy         | 6                        | 5                        | 5                        | 7                        | —                        | 23                       | 4                       | 5                 | 9     | 95             |

### 8ª Gala (11 de Março de 2012)
A 8ª Gala de "A Tua Cara Não Me É Estranha" ocorreu no dia 11 de Março de 2012. Logo no início do programa, foram abertas as linhas telefónicas para voto do público. De seguida, procedeu-se às atuações dos concorrentes. Seguidamente, brilharam os convidados especiais José Raposo e Sara Barradas. Finalizada esta atuação, procedeu-se à votação por parte dos jurados e dos colegas. De seguida, foram divulgados os resultados do voto popular e acrescentaram-se este valores aos já obtidos por parte do júri e dos colegas. Verificou-se então que João Paulo Rodrigues foi o vencedor da gala. No entanto, este ofereceu o prémio a Daniela Pimenta, para que esta o pudesse doar a uma instituição à escolha. O último classificado foi Paulo Vintém, não por ter a atuação pior classificada, mas por impossibilidade de estar presente na gala e que deveria ter imitado Rui Veloso.
| Concorrente            | Cantor imitado          | Música              | Resultado Final  | Ordem de atuações |
| ---------------------- | ----------------------- | ------------------- | ---------------- | ----------------- |
| João Paulo Rodrigues   | Chubby Checker          | "Let's Twist Again" | Vencedor da Gala |                   |
| Daniela Pimenta        | Alicia Keys             | "Fallin'"           | 2º Lugar         |                   |
| Romana                 | Janis Joplin            | "Mercedes Benz"     | 3º Lugar         |                   |
| Mico da Câmara Pereira | Ana Bacalhau (Deolinda) | "Fon Fon Fon"       | 4º Lugar         |                   |
| Toy                    | Fafá de Belém           | "Vermelho"          | 5º Lugar         |                   |
| Sónia Brazão           | Lady Gaga               | "Bad Romance"       | 6º Lugar         |                   |
| Maria João Abreu       | Ute Lemper              | "All That Jazz"     | 7º Lugar         |                   |
| Paulo Vintém           | Rui Veloso              | —                   | 8º Lugar         |                   |

Outras Atuações
| Intérprete                  | Cantores imitados       | Música           |
| --------------------------- | ----------------------- | ---------------- |
| José Raposo e Sara Barradas | Tom Jobim e Elis Regina | "Águas de Março" |

Tabela de Pontuação
| Concorrente | Pontos do Júri + Colegas | Pontos do Júri + Colegas | Pontos do Júri + Colegas | Pontos do Júri + Colegas | Pontos do Júri + Colegas | Pontos do Júri + Colegas | Conversão 0 - 12 pontos | Pontos do Público | Total | Total Contínuo |
| Concorrente | António                  | José                     | Alexandra                | Luís                     | Colegas                  | Total                    | Conversão 0 - 12 pontos | Pontos do Público | Total | Total Contínuo |
| ----------- | ------------------------ | ------------------------ | ------------------------ | ------------------------ | ------------------------ | ------------------------ | ----------------------- | ----------------- | ----- | -------------- |
| Sónia       | 5                        | 7                        | 8                        | 7                        | —                        | 27                       | 5                       | 6                 | 11    | 105            |
| Vintém      | 4                        | 4                        | 4                        | 4                        | 5                        | 21                       | 4                       | 4                 | 8     | 106            |
| Daniela     | 10                       | 10                       | 9                        | 12                       | 10                       | 51                       | 12                      | 9                 | 21    | 120            |
| Mico        | 6                        | 6                        | 6                        | 5                        | 5                        | 28                       | 7                       | 8                 | 15    | 106            |
| Maria João  | 7                        | 5                        | 10                       | 6                        | —                        | 28                       | 6                       | 5                 | 11    | 114            |
| João Paulo  | 12                       | 12                       | 12                       | 10                       | 5                        | 51                       | 10                      | 12                | 22    | 168            |
| Romana      | 8                        | 9                        | 7                        | 9                        | 5                        | 38                       | 9                       | 10                | 19    | 147            |
| Toy         | 9                        | 8                        | 5                        | 8                        | 5                        | 35                       | 8                       | 7                 | 15    | 110            |

### 9ª Gala (18 de Março de 2012)
A 9ª Gala de "A Tua Cara Não Me É Estranha" ocorreu no dia 18 de Março de 2012. Logo no início do programa, foram abertas as linhas telefónicas para voto do público. De seguida, procedeu-se às atuações dos concorrentes. Seguidamente, brilhou o convidado especial Pedro Alves. Finalizada esta atuação, procedeu-se à votação por parte dos jurados e dos colegas. De seguida, foram divulgados os resultados do voto popular e acrescentaram-se este valores aos já obtidos por parte do júri e dos colegas. Verificou-se então que, indiscutivelmente, João Paulo Rodrigues foi o vencedor da gala. No entanto, este ofereceu o prémio a Toy, para que este o pudesse doar a uma instituição à escolha.
| Concorrente            | Cantor(a) imitado(a)      | Música                     | Resultado Final  | Ordem de atuações |
| ---------------------- | ------------------------- | -------------------------- | ---------------- | ----------------- |
| João Paulo Rodrigues   | Adam Lambert              | "Whataya Want From Me"     | Vencedor da Gala |                   |
| Romana                 | Mariah Carey              | "Without You"              | 2º Lugar         |                   |
| Mico da Câmara Pereira | John Lennon               | "Imagine"                  | 3º Lugar         |                   |
| Toy                    | Bob Marley                | "No Woman No Cry"          | 4º Lugar         |                   |
| Maria João Abreu       | Marisa Liz (Amor Electro) | "A Máquina"                | 5º Lugar         |                   |
| Daniela Pimenta        | Rihanna                   | "Only Girl (In The World)" | 6º Lugar         |                   |
| Sónia Brazão           | Nelly Furtado             | "Força"                    | 7º Lugar         |                   |
| Paulo Vintém           | Madonna                   | "Vogue"                    | 8º Lugar         |                   |

Outras Atuações
| Intérprete  | Cantor(a) imitado(a)   | Música            |
| ----------- | ---------------------- | ----------------- |
| Pedro Alves | John Kay (Steppenwolf) | "Born To Be Wild" |

Tabela de Pontuação
| Concorrente | Pontos do Júri + Colegas | Pontos do Júri + Colegas | Pontos do Júri + Colegas | Pontos do Júri + Colegas | Pontos do Júri + Colegas | Pontos do Júri + Colegas | Conversão 0 - 12 pontos | Pontos do Público | Total | Total Contínuo |
| Concorrente | António                  | José                     | Alexandra                | Luís                     | Colegas                  | Total                    | Conversão 0 - 12 pontos | Pontos do Público | Total | Total Contínuo |
| ----------- | ------------------------ | ------------------------ | ------------------------ | ------------------------ | ------------------------ | ------------------------ | ----------------------- | ----------------- | ----- | -------------- |
| Sónia       | 5                        | 4                        | 4                        | 4                        | 15                       | 32                       | 6                       | 5                 | 11    | 116            |
| Vintém      | 6                        | 6                        | 6                        | 6                        | 5                        | 29                       | 5                       | 4                 | 9     | 115            |
| Daniela     | 4                        | 5                        | 5                        | 5                        | 5                        | 24                       | 4                       | 8                 | 12    | 132            |
| Mico        | 10                       | 9                        | 7                        | 8                        | 5                        | 39                       | 9                       | 9                 | 18    | 124            |
| Maria João  | 7                        | 8                        | 8                        | 9                        | —                        | 32                       | 7                       | 6                 | 13    | 127            |
| João Paulo  | 8                        | 10                       | 12                       | 12                       | 10                       | 52                       | 12                      | 12                | 24    | 192            |
| Romana      | 9                        | 7                        | 9                        | 7                        | —                        | 32                       | 8                       | 10                | 18    | 165            |
| Toy         | 12                       | 12                       | 10                       | 10                       | —                        | 44                       | 10                      | 7                 | 17    | 127            |

### 10ª Gala (25 de Março de 2012)
A 10ª Gala de "A Tua Cara Não Me É Estranha" ocorreu no dia 25 de Março de 2012. Logo a seguir à abertura das linhas telefónicas para voto do público, atuaram os convidados especiais Jorge Corrula, Pedro Carvalho, Hélder Agapito, João Catarré e Pedro Caeiro. De seguida, procedeu-se às atuações dos concorrentes. Seguidamente, brilhou a convidada especial Nucha. Finalizada esta atuação, procedeu-se à votação por parte dos jurados e dos colegas. De seguida, foram divulgados os resultados do voto popular e acrescentaram-se este valores aos já obtidos por parte do júri e dos colegas. Verificou-se então que, indiscutivelmente, Toy foi o vencedor da gala. No entanto, este ofereceu o prémio a Maria João Abreu, para que esta o pudesse doar a uma instituição à escolha. Finalmente, contabilizando todas as pontuações obtidas desde o início do programa, verificou-se que os 4 finalistas apurados para a Final da semana seguinte seriam João Paulo Rodrigues, Romana, Daniela Pimenta e Toy.
| Concorrente            | Cantor(a) imitado(a)          | Música                    | Resultado Final  | Ordem de atuações |
| ---------------------- | ----------------------------- | ------------------------- | ---------------- | ----------------- |
| Toy                    | Fernando Maurício             | "Igreja de Santo Estêvão" | Vencedor da Gala |                   |
| Daniela Pimenta        | Justin Bieber                 | "Baby"                    | 2º Lugar         |                   |
| João Paulo Rodrigues   | Billy Idol                    | "White Wedding"           | 3º Lugar         |                   |
| Mico da Câmara Pereira | Luís Represas & Pablo Milanés | "Feiticeira"              | 4º Lugar         |                   |
| Romana                 | Anastacia                     | "I'm Outta Love"          | 5º Lugar         |                   |
| Paulo Vintém           | Michael Jackson               | "Thriller"                | 6º Lugar         |                   |
| Maria João Abreu       | Bette Midler                  | "The Rose"                | 7º Lugar         |                   |
| Sónia Brazão           | Hannah Montana                | "Best of Both Worlds"     | 8º Lugar         |                   |

Outras Atuações
| Intérprete | Cantor(a) imitado(a) / Banda imitada | Música                |
| ---------- | ------------------------------------ | --------------------- |
| Atores TVI | Excesso                              | "Eu Sou Aquele"       |
| Nucha      | P!nk                                 | "I Don't Believe You" |

Tabela de Pontuação
| Concorrente | Pontos do Júri + Colegas | Pontos do Júri + Colegas | Pontos do Júri + Colegas | Pontos do Júri + Colegas | Pontos do Júri + Colegas | Pontos do Júri + Colegas | Conversão 0 - 12 pontos | Pontos do Público | Total | Total Contínuo | Resultado Contínuo |
| Concorrente | António                  | José                     | Alexandra                | Luís                     | Colegas                  | Total                    | Conversão 0 - 12 pontos | Pontos do Público | Total | Total Contínuo | Resultado Contínuo |
| ----------- | ------------------------ | ------------------------ | ------------------------ | ------------------------ | ------------------------ | ------------------------ | ----------------------- | ----------------- | ----- | -------------- | ------------------ |
| Sónia       | 4                        | 4                        | 4                        | 5                        | 5                        | 22                       | 5                       | 4                 | 9     | 125            | Eliminada          |
| Vintém      | 8                        | 7                        | 7                        | 7                        | —                        | 29                       | 6                       | 6                 | 12    | 127            | Eliminado          |
| Daniela     | 10                       | 12                       | 6                        | 12                       | 5                        | 45                       | 10                      | 9                 | 19    | 151            | Finalista          |
| Mico        | 6                        | 6                        | 10                       | 8                        | 5                        | 35                       | 9                       | 8                 | 17    | 141            | Eliminado          |
| Maria João  | 5                        | 5                        | 5                        | 4                        | —                        | 19                       | 4                       | 5                 | 9     | 136            | Eliminada          |
| João Paulo  | 7                        | 9                        | 9                        | 9                        | —                        | 34                       | 8                       | 10                | 18    | 210            | Finalista          |
| Romana      | 9                        | 8                        | 8                        | 6                        | —                        | 31                       | 7                       | 7                 | 14    | 179            | Finalista          |
| Toy         | 12                       | 10                       | 12                       | 10                       | 25                       | 69                       | 12                      | 12                | 24    | 151            | Finalista          |

### Final (1 de Abril de 2012)
A Final de "A Tua Cara Não Me É Estranha" ocorreu no dia 1 de Abril de 2012. Logo a seguir à abertura das linhas telefónicas para voto do público, atuaram as convidadas especiais Fanny & Cátia, ex-concorrentes do programa "Secret Story - Casa dos Segredos 2". De seguida, procedeu-se às atuações dos concorrentes. Seguidamente, brilharam os concorrentes de programa que não foram apurados para a Final: Sónia Brazão, Paulo Vintém, Mico da Câmara Pereira e Maria João Abreu, que brindaram o público com dois duetos clássicos. Finalizadas estas atuações, procedeu-se à votação por parte dos jurados e dos colegas. De seguida, foram divulgados os resultados do voto popular e acrescentaram-se este valores aos já obtidos por parte do júri e dos colegas. Verificou-se então que, indiscutivelmente, João Paulo Rodrigues foi o vencedor da gala. No entanto, este ofereceu metade do prémio, ou seja, 1500€ a Romana, para que esta o pudesse doar a uma instituição à escolha.
| Concorrente          | Cantor(a) imitado(a) | Música                     | Resultado Final | Ordem de atuações |
| -------------------- | -------------------- | -------------------------- | --------------- | ----------------- |
| João Paulo Rodrigues | Michael Bolton       | "When a Man Loves a Woman" | Vencedor        |                   |
| Romana               | Sarah Brightman      | "Ave Maria"                | 2º Lugar        |                   |
| Daniela Pimenta      | Jon Bon Jovi         | "It's My Life"             | 3º Lugar        |                   |
| Toy                  | Nelson Ned           | "Tudo Passará"             | 4º Lugar        |                   |

Outras Atuações
| Intérprete                                | Cantor(es) imitado(s) / Banda imitada | Música                       |
| ----------------------------------------- | ------------------------------------- | ---------------------------- |
| Fanny & Cátia                             | Tayti                                 | "Mexe o Tutu"                |
| Sónia Brazão & Paulo Vintém               | Olivia Newton-John & John Travolta    | "You're The One That I Want" |
| Mico da Câmara Pereira & Maria João Abreu | Caetano Veloso & Maria Gadú           | "O Leãozinho"                |
| Jornalistas TVI                           | Doce                                  | "Dem Bom"                    |

Tabela de Pontuação
| Concorrente | Pontos do Júri | Pontos do Júri | Pontos do Júri | Pontos do Júri | Pontos do Júri | Conversão 0 - 12 pontos | Pontos do Público | Total |
| Concorrente | António        | José           | Alexandra      | Luís           | Total          | Conversão 0 - 12 pontos | Pontos do Público | Total |
| ----------- | -------------- | -------------- | -------------- | -------------- | -------------- | ----------------------- | ----------------- | ----- |
| João Paulo  | 12             | 12             | 12             | 12             | 48             | 12                      | 12                | 24    |
| Romana      | 10             | 10             | 10             | 9              | 39             | 10                      | 10                | 20    |
| Daniela     | 8              | 8              | 8              | 8              | 32             | 8                       | 9                 | 17    |
| Toy         | 9              | 9              | 9              | 10             | 37             | 9                       | 8                 | 17    |

## Audiências
| Programa | Rating | Share | Notas                                                                                          |
| -------- | ------ | ----- | ---------------------------------------------------------------------------------------------- |
| 1ª Gala  | 13.1%  | 43%   | 2º programa mais visto do dia e o programa mais visto durante o horário em que foi transmitido |
| 2ª Gala  | 15.7%  | 50.3% | O programa mais visto do horário e do dia                                                      |
| 3ª Gala  | 14.4%  | 45%   | 2º programa mais visto do dia e o mais visto do horário                                        |
| 4ª Gala  | 16.9%  | 52.8% | O programa mais visto do horário e do dia                                                      |
| 5ª Gala  | 17.3%  | 53.3% | O programa mais visto do horário e do dia                                                      |
| 6ª Gala  | 16.1%  | 51.2% | O programa mais visto do horário e do dia                                                      |
| 7ª Gala  | 19.4%  | 48.7% | O programa mais visto do horário e do dia                                                      |
| 8ª Gala  | 18.8%  | 50.1% | O programa mais visto do horário e do dia                                                      |
| 9ª Gala  | 19.0%  | 50.6% | O programa mais visto do horário e do dia                                                      |
| 10ª Gala | 15.7%  | 41.8% | O programa mais visto do horário e do dia                                                      |
| Final    | 20.8%  | 50.3% | O programa mais visto do horário e do dia                                                      |
| Média    | 17.0%  | 48.8% |                                                                                                |